# André Calisir
André Calisir (orm. Անդրե Չալըշըր; ur. 13 czerwca 1990 w Sztokholmie) – ormiański piłkarz pochodzenia szwedzkiego występujący na pozycji obrońcy w duńskim klubie Silkeborg IF oraz w reprezentacji Armenii.

## Kariera klubowa

### Djurgårdens IF
1 stycznia 2010 został przesunięty do pierwszego zespołu Djurgårdens IF. Zadebiutował 9 maja 2010 w meczu Allsvenskan przeciwko Örebro SK (1:0).

### Jönköpings Södra IF
1 czerwca 2011 udał się na półroczne wypożyczenie do klubu Jönköpings Södra IF. Zadebiutował 19 czerwca 2011 w meczu Superettan przeciwko Assyriska FF (1:0). 1 stycznia 2012 przeszedł do klubu na stałe na zasadzie wolnego transferu. Pierwszą bramkę zdobył 29 października 2012 w meczu ligowym przeciwko Landskrona BoIS (3:2). W sezonie 2015 jego zespół zajął pierwsze miejsce w tabeli zdobywając mistrzostwo Superettan. W Allsvenskan zadebiutował 2 kwietnia 2016 w meczu przeciwko Kalmar FF (0:1).

### IFK Göteborg
2 stycznia 2018 podpisał kontrakt z drużyną IFK Göteborg. Zadebiutował 1 kwietnia 2018 w meczu Allsvenskan przeciwko Trelleborgs FF (1:3). Pierwszą bramkę zdobył 25 kwietnia 2019 w meczu ligowym przeciwko Kalmar FF (1:1). W sezonie 2020 jego zespół dotarł do finału Pucharu Szwecji, w którym wygrał z Malmö FF (2:1), i zdobył trofeum.

### Apollon Smyrnis
Zimą 2021 został piłkarzem greckiego Apollon Smyrnis. W Superleague Ellada zadebiutował 23 stycznia 2021 w przegranym 0:1 spotkaniu z Arisem Saloniki.

### Silkeborg IF
26 maja 2021 ogłoszono, że Calisir zostanie piłkarzem duńskiego Silkeborgu od początku sezonu 21/22.

## Kariera reprezentacyjna

### Armenia
W 2018 roku otrzymał powołanie do reprezentacji Armenii. Zadebiutował 4 czerwca 2018 w meczu towarzyskim przeciwko reprezentacji Mołdawii (0:0).

## Statystyki

### Klubowe
(aktualne na dzień 1 lipca 2021)
| Klub                       | Sezon              | Liga               | Liga  | Liga   | Puchar kraju | Puchar kraju | Europa | Europa | Suma  | Suma   |
| Klub                       | Sezon              | Liga               | Mecze | Bramki | Mecze        | Bramki       | Mecze  | Bramki | Mecze | Bramki |
| -------------------------- | ------------------ | ------------------ | ----- | ------ | ------------ | ------------ | ------ | ------ | ----- | ------ |
| Skellefteå FF              | 2009               | Dywizja 1.         | 21    | 0      | 0            | 0            | –      | –      | 21    | 0      |
| Skellefteå FF              | Ogólnie            | Ogólnie            | 21    | 0      | 0            | 0            | 0      | 0      | 21    | 0      |
| Djurgårdens IF             | 2010               | Allsvenskan        | 6     | 0      | 1            | 0            | –      | –      | 7     | 0      |
| Djurgårdens IF             | 2011               | Allsvenskan        | 1     | 0      | 0            | 0            | –      | –      | 1     | 0      |
| Djurgårdens IF             | Ogólnie            | Ogólnie            | 7     | 0      | 1            | 0            | 0      | 0      | 8     | 0      |
| Jönköpings Södra IF (wyp.) | 2011               | Superettan         | 17    | 0      | 0            | 0            | –      | –      | 17    | 0      |
| Jönköpings Södra IF (wyp.) | Ogólnie            | Ogólnie            | 17    | 0      | 0            | 0            | 0      | 0      | 17    | 0      |
| Jönköpings Södra IF        | 2012               | Superettan         | 27    | 1      | 3            | 0            | –      | –      | 30    | 1      |
| Jönköpings Södra IF        | 2013               | Superettan         | 26    | 2      | 4            | 0            | –      | –      | 30    | 2      |
| Jönköpings Södra IF        | 2014               | Superettan         | 27    | 1      | 0            | 0            | –      | –      | 27    | 1      |
| Jönköpings Södra IF        | 2015               | Superettan         | 30    | 1      | 0            | 0            | –      | –      | 30    | 1      |
| Jönköpings Södra IF        | 2016               | Allsvenskan        | 28    | 0      | 3            | 0            | –      | –      | 31    | 0      |
| Jönköpings Södra IF        | 2017               | Allsvenskan        | 31    | 0      | 0            | 0            | –      | –      | 31    | 0      |
| Jönköpings Södra IF        | Ogólnie            | Ogólnie            | 169   | 5      | 10           | 0            | 0      | 0      | 179   | 5      |
| IFK Göteborg               | 2018               | Allsvenskan        | 23    | 0      | 4            | 0            | –      | –      | 27    | 0      |
| IFK Göteborg               | 2019               | Allsvenskan        | 27    | 2      | 0            | 0            | –      | –      | 27    | 2      |
| IFK Göteborg               | 2020               | Allsvenskan        | 17    | 0      | 6            | 0            | –      | –      | 23    | 0      |
| IFK Göteborg               | 2021               | Allsvenskan        | 0     | 0      | 0            | 0            | 1      | 0      | 1     | 0      |
| IFK Göteborg               | Ogólnie            | Ogólnie            | 67    | 2      | 10           | 0            | 1      | 0      | 78    | 2      |
| Apollon Smyrnis            | 2020/21            | Superleague Ellada | 8     | 0      | 2            | 0            | –      | –      | 10    | 0      |
| Apollon Smyrnis            | Ogólnie            | Ogólnie            | 8     | 0      | 2            | 0            | 0      | 0      | 10    | 0      |
| Ogólnie w karierze         | Ogólnie w karierze | Ogólnie w karierze | 289   | 7      | 23           | 0            | 1      | 0      | 313   | 7      |

### Reprezentacyjne
(aktualne na dzień 1 lipca 2021)
| Reprezentacja | Rok     | Mecze | Bramki |
| ------------- | ------- | ----- | ------ |
| Armenia       | 2018    | 3     | 0      |
| Armenia       | 2019    | 5     | 0      |
| Armenia       | 2020    | 5     | 0      |
| Armenia       | 2021    | 4     | 0      |
| Ogólnie       | Ogólnie | 17    | 0      |

| Mecze i gole w reprezentacji | Mecze i gole w reprezentacji | Mecze i gole w reprezentacji | Mecze i gole w reprezentacji | Mecze i gole w reprezentacji | Mecze i gole w reprezentacji | Mecze i gole w reprezentacji | Mecze i gole w reprezentacji |
| Lp.                          | Data                         | Miejsce                      | Gospodarz                    | Gość                         | Wynik                        | Gol                          | Rozgrywki                    |
| ---------------------------- | ---------------------------- | ---------------------------- | ---------------------------- | ---------------------------- | ---------------------------- | ---------------------------- | ---------------------------- |
| 1.                           | 04.06.2018                   | Kematen in Tirol             | Mołdawia                     | Armenia                      | 0:0                          |                              | Mecz towarzyski              |
| 2.                           | 06.09.2018                   | Erywań                       | Armenia                      | Liechtenstein                | 2:1                          |                              | Liga Narodów UEFA            |
| 3.                           | 09.09.2018                   | Skopje                       | Macedonia Północna           | Armenia                      | 2:0                          |                              | Liga Narodów UEFA            |
| 4.                           | 23.03.2019                   | Sarajewo                     | Bośnia i Hercegowina         | Armenia                      | 2:1                          |                              | el. ME 2020                  |
| 5.                           | 26.03.2019                   | Erywań                       | Armenia                      | Finlandia                    | 0:2                          |                              | el. ME 2020                  |
| 6.                           | 05.09.2019                   | Erywań                       | Armenia                      | Włochy                       | 1:3                          |                              | el. ME 2020                  |
| 7.                           | 15.11.2019                   | Erywań                       | Armenia                      | Grecja                       | 0:1                          |                              | el. ME 2020                  |
| 8.                           | 18.11.2019                   | Palermo                      | Włochy                       | Armenia                      | 9:1                          |                              | el. ME 2020                  |
| 9.                           | 05.09.2020                   | Skopje                       | Macedonia Północna           | Armenia                      | 2:1                          |                              | Liga Narodów UEFA            |
| 10.                          | 08.09.2020                   | Erywań                       | Armenia                      | Estonia                      | 2:0                          |                              | Liga Narodów UEFA            |
| 11.                          | 11.10.2020                   | Erywań                       | Armenia                      | Gruzja                       | 2:2                          |                              | Liga Narodów UEFA            |
| 12.                          | 14.10.2020                   | Tallinn                      | Estonia                      | Armenia                      | 1:1                          |                              | Liga Narodów UEFA            |
| 13.                          | 15.11.2020                   | Tbilisi                      | Gruzja                       | Armenia                      | 1:2                          |                              | Liga Narodów UEFA            |
| 14.                          | 25.03.2021                   | Vaduz                        | Liechtenstein                | Armenia                      | 0:1                          |                              | el. MŚ 2022                  |
| 15.                          | 31.03.2021                   | Erywań                       | Armenia                      | Rumunia                      | 3:2                          |                              | el. MŚ 2022                  |
| 16.                          | 01.06.2021                   | Velika Gorica                | Chorwacja                    | Armenia                      | 1:1                          |                              | Mecz towarzyski              |
| 17.                          | 05.06.2021                   | Sztokholm                    | Szwecja                      | Armenia                      | 3:1                          |                              | Mecz towarzyski              |

## Sukcesy

### Jönköpings Södra IF
- Mistrzostwo Superettan (1×): 2015

### IFK Göteborg
- Puchar Szwecji (1×): 2019/2020